# Miriam Schnitzer
Miriam Schnitzer (* 14. Januar 1977 in Freiburg) ist eine ehemalige deutsche Tennisspielerin.

## Karriere
Schnitzer, die im Alter von vier Jahren mit dem Tennisspielen begann, erreichte am 14. Juni 1999 mit Position 109 ihre höchste Platzierung in der Weltrangliste. Am 11. September 2000 verbuchte sie mit Platz 317 ihr bestes Doppel-Ranking. 1997 konnte sie sich in Wimbledon erstmals für ein Grand-Slam-Turnier qualifizieren. Im selben Jahr gewann sie die ITF-Turniere von Rogaška Slatina und Buchen. Im Jahr darauf konnte sie bei den US Open ihr erstes Match bei einem Grand-Slam-Turnier gewinnen. Im Jahr 2000 gewann sie die ITF-Turniere von Darmstadt und Vaihingen und wurde Deutsche Hallenmeisterin. 2001 zog sie bei den German Open ins Viertelfinale ein, ihr größter sportlicher Erfolg. Dort schied sie mit 4:6 und 2:6 gegen Justine Henin aus.
In der deutschen Tennis-Bundesliga spielte sie für den TC Blau-Weiss Bocholt, mit dem sie 2001 zusammen mit Kim Clijsters, Barbara Schett und anderen auch Deutsche Mannschaftsmeisterin wurde.